# Ulla Schmidt (Politikerin, 1949)

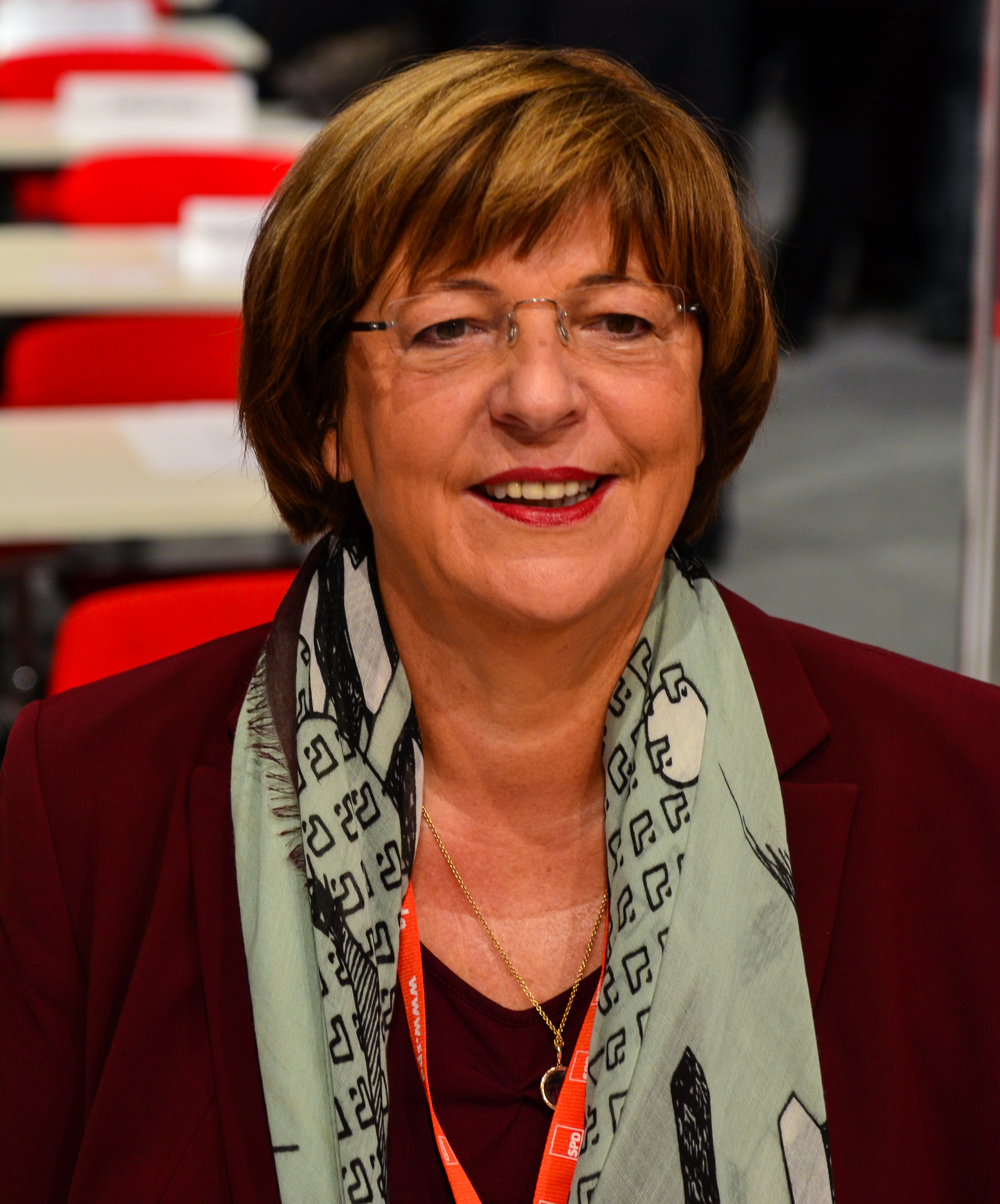
Ulla Schmidt (2013)

Ursula „Ulla“ Schmidt (* 13. Juni 1949 in Aachen als Ursula Radermacher) ist eine ehemalige deutsche Politikerin (SPD). Sie war von Januar 2001 bis zum Oktober 2009 Bundesministerin für Gesundheit (2002 bis 2005 auch für Soziale Sicherung) und ist mit acht Jahren und neun Monaten Amtszeit die bisher am längsten amtierende Bundesministerin für Gesundheit. Von 2013 bis 2017 war sie Vizepräsidentin des Deutschen Bundestages, von 1990 bis 2021 Abgeordnete desselben.

## Leben

### Biographie
Sie wuchs bei der alleinerziehenden Mutter, einer Fabrikarbeiterin, auf. Nach dem Besuch der Realschule und des Aufbaugymnasiums am Städtischen Einhard-Gymnasium in Aachen begann Ulla Schmidt nach dem Abitur 1968 ein Psychologie-Studium an der Hochschule in Aachen und der Pädagogischen Hochschule der RWTH Aachen sowie an der Pädagogischen Hochschule in Aachen für das Lehramt für Grund- und Hauptschule, das sie 1974 mit dem ersten und 1976 mit dem zweiten Staatsexamen beendete. Da sie sich als Angehörige der Studentenorganisation des Kommunistischen Bundes Westdeutschland (KBW) weigerte, eine Verpflichtungserklärung auf das Grundgesetz zu unterschreiben, fiel sie unter den Radikalenerlass und wurde nicht in den Schuldienst übernommen. Sie arbeitete dann als Assistentin der Geschäftsführung in Aachen im Kaufhaus Woolworth. Danach war sie von 1976 bis 1985 Lehrerin für Sonderpädagogik und für Rehabilitation lernbehinderter und erziehungsschwieriger Kinder an der Schule für Lernbehinderte in Stolberg. Von 1980 bis 1984 studierte sie nebenberuflich an der Fernuniversität in Hagen für das Lehramt zur Rehabilitation lernbehinderter und erziehungsschwieriger Schülerinnen und Schüler. Von 1985 bis 1990 war sie Lehrerin an der Astrid-Lindgren-Schule für Erziehungshilfe des Kreises Aachen in Eschweiler.
Schmidt ist katholisch, geschieden und seit 1971 Mutter einer Tochter.

### Partei- und Abgeordnetentätigkeit
Bei der Bundestagswahl 1976 trat Schmidt vergeblich im Wahlkreis Aachen-Stadt als Direktkandidatin und auf dem zweiten Platz der Landesliste NRW für den maoistischen KBW an. Mitglied der SPD wurde sie 1983. Schmidt ist Mitglied im Vorstand des SPD-Unterbezirks Aachen und im Parteirat. Zudem gehört sie dem Leitungskreis des Seeheimer Kreises an und ist seit Juni 2012 Mitglied des SPD-Parteikonvents.
Schmidt war von 1989 bis 1992 Ratsfrau der Stadt Aachen. Ab 1990 bis 2021 war sie Mitglied des Deutschen Bundestages. Hier war sie von 1991 bis 1998 Vorsitzende der Querschnittsgruppe „Gleichstellung von Frau und Mann“. Ab 1991 war sie Mitglied im Vorstand der SPD-Bundestagsfraktion und von November 1998 bis Januar 2001 stellvertretende Fraktionsvorsitzende. In dieser Zeit war sie auch Vertreterin der SPD im ZDF-Fernsehrat bis zu ihrer Ernennung zur Bundesministerin.
Schmidt ist 1990 und 1994 über die Landesliste Nordrhein-Westfalen und danach bei den Wahlen 1998, 2002 und 2005 als direkt gewählte Abgeordnete des Wahlkreises Aachen in den Bundestag eingezogen. Bei der Bundestagswahl 2005 erreichte sie hier 40,5 % der Erststimmen. Bei der Bundestagswahl 2009 verlor sie ihr Direktmandat; sie zog wieder über die Landesliste der SPD in den Deutschen Bundestag ein, genauso wie 2013 und 2017. Im 19. Bundestag war sie u. a. Obfrau im
Unterausschuss Auswärtige Kultur- und Bildungspolitik. Zudem gehörte sie als stellvertretendes Mitglied dem Ausschuss für Kultur und Medien sowie dem Auswärtigen Ausschuss an. Zur Bundestagswahl 2021 trat sie nicht wieder an.

### Öffentliche Ämter
Nachdem im Zuge der BSE-Krise die Gesundheitsministerin Andrea Fischer zurückgetreten war, wurde Ulla Schmidt am 12. Januar 2001 zur Bundesministerin für Gesundheit ernannt. Nach der Bundestagswahl erhielt ihr Ministerium zusätzlich die Kompetenzen für Soziales aus dem aufgelösten Bundesministerium für Arbeit und Sozialordnung. Sie war daher seit dem 22. Oktober 2002 Bundesministerin für Gesundheit und Soziale Sicherung. In dieser Funktion war Ulla Schmidt maßgeblich am „Gesetz zur Modernisierung der gesetzlichen Krankenversicherung“ beteiligt. Seit 2004 muss auf die betriebliche Altersvorsorge der volle Krankenkassenbeitrag gezahlt werden. Seit 24. Juni 2005 ist sie Tunnelpatin des Buschtunnel, der in ihrem Wahlkreis in Aachen liegt. Am 22. November 2005 wurde sie als Bundesministerin für Gesundheit in die von Angela Merkel geführte Bundesregierung der Großen Koalition berufen.
Am 29. Juli 2009 erklärte Schmidt den vorläufigen Verzicht auf ihre Mitgliedschaft im „Kompetenzteam“ der SPD für die Bundestagswahl 2009, um „den Wahlkampf ihrer Partei nicht zu beeinträchtigen“. Vorausgegangen war eine intensive Medienberichterstattung über den Gebrauch ihres Dienstwagens. Dieser war in Spanien gestohlen worden, nachdem sie ihn für zwei dienstliche Termine in der Nähe ihres Urlaubsortes und für die abrechnungspflichtige Selbstnutzung dorthin bestellt hatte. Nach ihrer Rückkehr entschloss sich Schmidt, die gesamte Fahrt – bis auf 72 Kilometer für dienstliche Fahrten in Spanien – als Selbstnutzung abzurechnen. Der Wagen wurde wenige Tage später wieder aufgefunden. Im August 2009 bestätigte der Bundesrechnungshof den ordnungsgemäßen Einsatz des Dienstwagens. Die von Ulla Schmidt in diesem Zusammenhang getätigte Aussage „Das steht mir zu.“ wurde von der Gesellschaft für deutsche Sprache zum Satz des Jahres 2009 gekürt. Am 8. August 2009 wurde Schmidt in das „Kompetenzteam“ des SPD-Kanzlerkandidaten Frank-Walter Steinmeier berufen. Am 27. Oktober 2009 erhielt Schmidt ihre Entlassungsurkunde als Gesundheitsministerin.
Seit Februar 2010 ist sie als Abgeordnete der SPD im Bundestag Mitglied der Parlamentarischen Versammlung der NATO und die stellvertretende Leiterin der deutschen Delegation. Im Weiteren arbeitet sie als ordentliches Mitglied im Unterausschuss „Auswärtige Kultur- und Bildungspolitik“ und im Ausschuss „Kultur und Medien“. Sie ist stellvertretendes Mitglied im Auswärtigen Ausschuss und im Unterausschuss „Zivile Krisenprävention und vernetzte Sicherheit“.
Nach einem Bericht der Stuttgarter Nachrichten gilt Schmidt als eine der Abgeordneten mit den höchsten Nebeneinkünften des deutschen Bundestages, einen erheblichen Anteil dieser bezieht sie mit der Vergütung einer Funktion als Verwaltungsrätin des Schweizer Pharmaunternehmens Siegfried Holding.
In der Lokalpolitik engagiert sie sich in Aachen insbesondere für Gesundheitsprojekte.

### Außerparlamentarisches Engagement
In der Filmförderungsanstalt Berlin ist sie stellvertretendes Mitglied des Verwaltungsrates.
Sie ist ehrenamtliches Mitglied der deutschen UNESCO-Kommission und Mitglied des Kuratoriums der Stiftung Haus der Geschichte der Bundesrepublik Deutschland in Bonn sowie stellvertretendes Mitglied im Kuratorium der Otto-von-Bismarck-Stiftung in Friedrichsruh.
Auf dem Bundeskongress der deutschen Bundesvereinigung Lebenshilfe am 22. September 2012 in Marburg wurde Schmidt als Nachfolgerin von Robert Antretter zur Bundesvorsitzenden gewählt.
Seit Mai 2013 ist Ulla Schmidt auch Mitglied des Aufsichtsrats von Aktion Mensch. Schmidt ist Schirmherrin der Deutschen Hospiz- und PalliativStiftung. Sie setzt sich für die gesellschaftliche Teilhabe Behinderter ein.

## Kabinette
- Kabinett Schröder I – Kabinett Schröder II
- Kabinett Merkel I

## Rezeption

### Satire
In der Sketchsendung Reformhaus Schmidt des Radiosenders WDR 2 wurde ihre Rolle als Gesundheitsministerin ab 2003 von Katrin Schmick als Ullala parodiert, die zum Kult wurde. Eine Auswahl der Sketche erschien auf der CD Reformhaus Schmidt – anders wär nämlich schlecht ...

### Ehrungen

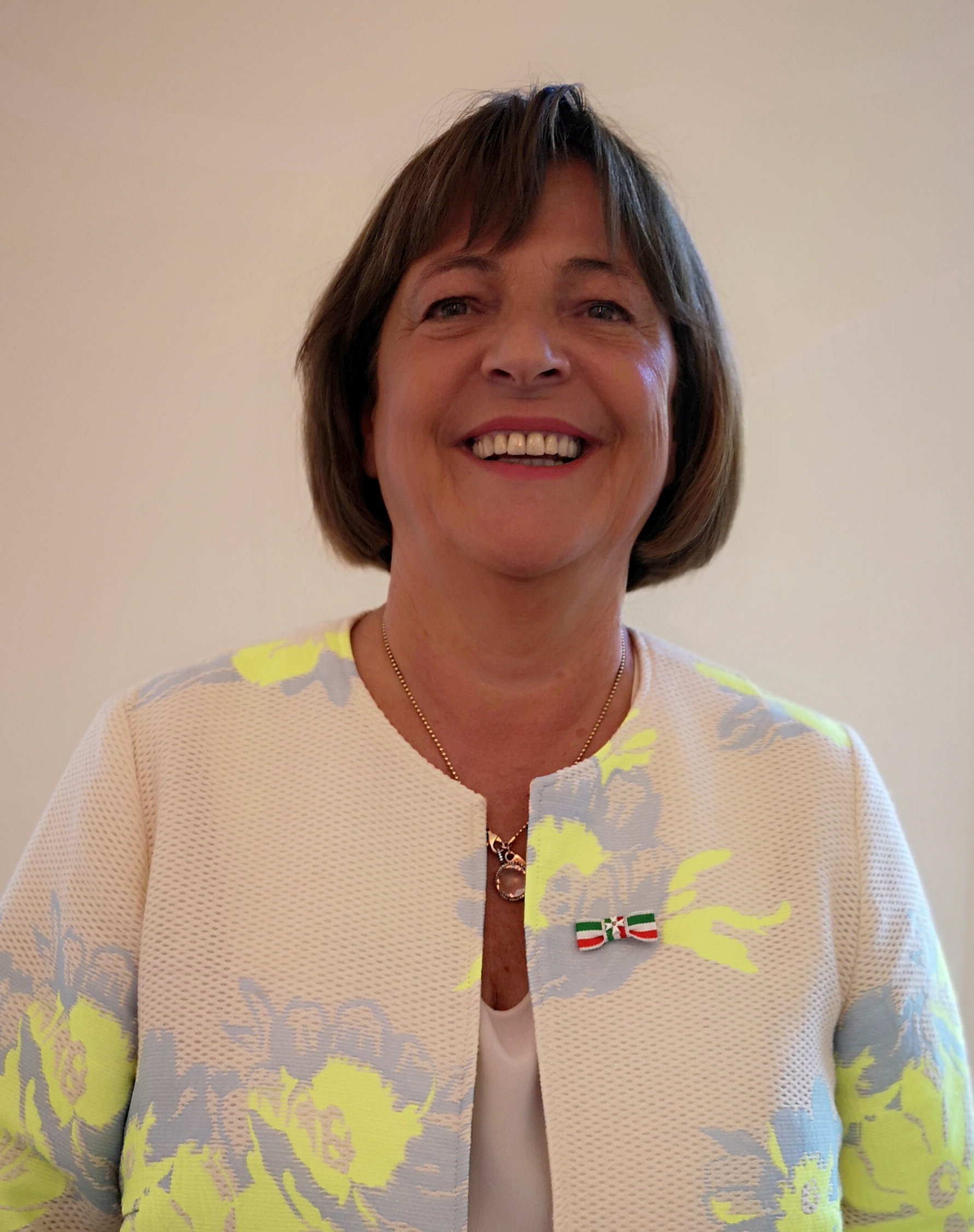
Ulla Schmidt mit dem Verdienstorden des Landes Nordrhein-Westfalen (2018)

- Schmidt wurde 1984 mit dem Elisabeth-Norgall-Preis ausgezeichnet.
- 1998 Bundesverdienstkreuz am Bande
- Die Marie-Juchacz-Plakette der Arbeiterwohlfahrt wurde ihr 2009 verliehen.
- 2002 wurde ihr als Sonderpreis des THOUET Mundartpreises der Stadt Aachen die 3-Königs-Kette für herausragende Leistungen zur Förderung der Aachener Mundart verliehen
- 2004 Big Brother Award in der Kategorie Politik (Negativpreis)
- 2010 erhielt sie das Große Goldene Ehrenzeichen am Bande für Verdienste um die Republik Österreich.[33]
- 2018 Verdienstorden des Landes Nordrhein-Westfalen[34]